# Justicia heterotricha
Justicia heterotricha är en akantusväxtart som beskrevs av Gottfried Wilhelm Johannes Mildbraed. Justicia heterotricha ingår i släktet Justicia och familjen akantusväxter. Inga underarter finns listade i Catalogue of Life.